# Ordine, decorații și medalii ale Casei Regale a României
Sistemul de ordine, decorații și medalii ale Casei Regale a României este mijlocul prin care Șeful Familiei Regale a României răsplătește eforturile și meritele unor personalități române și străine care au adus importante contribuții la dezvoltarea vieții romanești și care au sprijinit Casa Regala în inițiativele ei publice. Astfel, la data de 30 decembrie 2007, la Castelul Săvârșin, Mihai I a decis să reia obiceiul Casei Regale de a conferi ordine și decorații. Având în vedere contextul politic actual, Regele Mihai I a decis sa creeze un nou sistem de Ordine, decorații și medalii, care să fie bazat pe vechiul sistem existent din perioada Regatului României. Totuși, singurul ordin cavaleresc vechi, care a fost reactivat, este Ordinul Carol I, restul decorațiilor, chiar dacă sunt inspirate din vechile modele, au o formă și o denumire nouă.

## Noul sistem de decorare
Ca fost suveran, Regele Mihai I deținea dreptul de fons honorum, calitate care îi conferă dreptul de a reactiva și crea noi ordine cavalerești, decorații și medalii. Ceremoniile de decorare erau prezidate de el, acesta înmânând personal decorația. In lipsa lui, Principesa Moștenitoare Margareta prezida ceremonia și înmâna decorațiile. Evenimentele au loc de obicei la Palatul Elisabeta, la Castelul Săvârșin, la Palatul Regal din București, sau la Castelul Peleș. Conducerea Casei Regale a României a fost preluată după moartea Regelui Mihai I, de către Majestatea Sa Margareta, Custodele Coroanei. 

## Sistemul de decorare
Sistemul descris mai jos corespunde celui detaliat pe situl Casei Regale a României. Noul sistem este divizat în trei categorii.

### Ordine
- Ordinul „Carol I” - cel mai înalt Ordin Cavaleresc Regal. Oferă dreptul posesorilor de a se numi Cavaleri ai Ordinului Carol I.[6][7]
- Ordinul „Coroana României” - initial fondat ca si ordin national, a fost reînființat de Regele Mihai I în 2011.[8]
- Ordinul de Familie „Custodele Coroanei Române” - decernată membrilor Familiei Regale a României, rudelor apropiate ale Suveranului și membrilor altor Familii Regale din lume.[9][10]

### Decorații
- Decorația Regală „Nihil Sine Deo” - destinată personalităților de rang înalt din domeniul politic, economic, militar, cultural și diplomatic.[11]
- Crucea Casei Regale a României - destinată membrilor și colaboratorilor de rang înalt ai administrației Casei Majestății Sale Regelui, dar și înalților funcționari publici din organizații naționale sau internaționale.[12]

### Medalii
- Medalia „Custodele Coroanei române” - destinata persoanelor care au dat dovada de excelenta in "domeniile social, ecologic, al dezvoltării durabile, in științe si arte, precum si pentru performante excepționale in diverse profesii si meșteșuguri."[13]
- Medalia Regală pentru Loialitate - destinată membrilor și colaboratorilor Casei Majestății Sale, precum și unor personalități din mediul politic, economic, cultural.[14][15]